# 西漢姆 (倫敦)

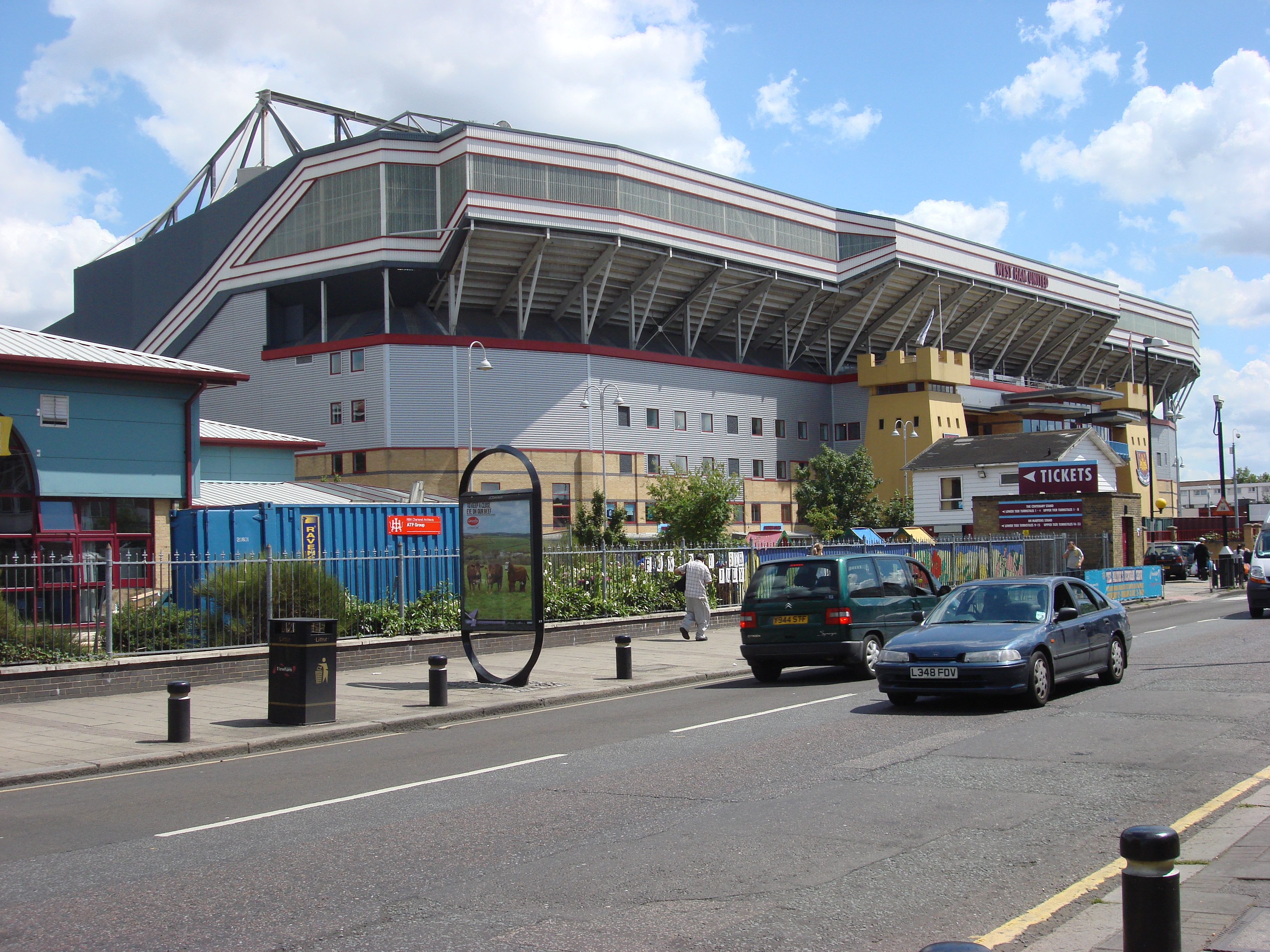
位於西漢姆的厄普頓公園球場。

西漢姆（West Ham）是英國的一個地區，位於大倫敦地區紐漢區。西漢姆地區緊鄰倫敦奧林匹克公園，是倫敦勞動工人最多的地區和倫敦東部住宅最密集的地區。西漢姆也是英國著名的都市再生地區之一。

## 歷史
西漢姆最早在中世紀就有文字記載。而正式成為倫敦都會一部分，則為十九世紀開始。至1901年，地鐵西漢姆站啟用。

## 體育
西漢姆地區因其是西漢姆聯足球俱樂部的主場而聞名，西漢姆聯的主場球場烏普頓公園球場位於這一地區。